# Prolaz Bonifacio
Prolaz Bonifacio (fra. Bouches de Bonifacio, tal. Bocche di Bonifacio) je tjesnac koji razdvaja Korziku i Sardiniju koji su međusobno udaljeni 11 km. Ovaj prolaz je nazvan po Bonifaciju koji je najjužniji grad na Korzici.
Tjesnac povezuje Tirensko sa zapadnim Sredozemnim morem. Prolaz je dugačak od 15 do 20 km s najvećom dubinom od 100 metara. Na kraju prolaza nalaze se talijansko otočje Maddalena i francuski otoci Cavallo i Lavezzi.
Ovaj morski put je poznat među moreplovcima po opasnim vodama s brojnim grebenima i vrlo jakim strujama.
Prolaz je poznat i po brodolomu francuske fergate Sémillante koja je stradala na grebenima otočja Lavezzi. Od 1993. godine, nakon nesreće jednog trgovačkog broda, zabranjen je prolaz svim brodovima koji prenose opasan teret.

## Vanjske poveznice
|  | Zajednički poslužitelj ima još gradiva o temi Prolaz Bonifacio |